# 桐壺帝
桐壺帝（日语：／），退位後稱桐壺院（日语：／），為在源氏物語中出現的架空天皇，也是全書中第一位出場的天皇（於「桐壺」帖至「花宴」帖在位）。與頭中將之母－三條大宮為同母所出。為光源氏的父親，在光源氏23歲時崩御。後又曾在光源氏謫居須磨時出現過（以靈魂之姿出現）。在源氏物語中，桐壺帝被塑造成一位理想的帝王，一般認為作者紫式部是根據醍醐天皇的形象來描寫桐壺帝。

## 與桐壺更衣
在桐壺更衣入內後，桐壺帝相當偏愛她，因此使桐壺更衣遭受宮中許多嬪妃的怨恨，之後桐壺更衣生下光源氏，卻在光源氏三歲時逝世。桐壺更衣的死帶給桐壺帝很大的悲痛。爾後，宮中傳聞先帝的第四皇女貌似桐壺更衣，桐壺帝因而將其迎入宮中，是為藤壺女御，之後藤壺女御生下了桐壺帝的第十皇子－日後的冷泉帝，但實際上卻是藤壺女御與繼子光源氏之間私通所生，至於桐壺帝是否知道真相則不得而知。

## 后妃
- 弘徽殿女御（日语：弘徽殿女御）（弘徽殿太后）：右大臣之女。東宮（後來的朱雀帝）的生母。
- 桐壺更衣：按察大納言之女。入宮後居於桐壺（日语：淑景舎），倍受桐壺帝的寵愛。光源氏之母。
- 藤壺女御：桐壺更衣逝世後，因貌似桐壺更衣而入內。冷泉帝（日语：冷泉帝）之母。之後晉陞為中宮。
- 麗景殿女御：花散裡之姉。桐壺帝崩御後退出宮廷，姐妹倆得到了光源氏的庇護。
- 承香殿女御：四之宮的生母，在源氏物語中的「紅葉賀」之卷曾被提到過。
- （？）女御：宇治八之宮的生母。大臣家出身。

## 皇子女
- 第一皇子：朱雀帝
- 第二皇子：光源氏
- 第四皇子：四之宮。於「紅葉賀」中曾被提及過。
- 第八皇子：宇治八之宮。在冷泉帝即位前，被捲入廢立太子的陰謀中，因此隱居在宇治。在宇治十帖中登場。大君、中君、浮舟（日语：浮舟 (源氏物語)#人物としての浮舟）之父。
- 第十皇子：冷泉帝（日语：冷泉帝）（實際上是光源氏之子）
- 第？皇子：螢兵部卿宮。曾暗戀光源氏的養女玉鬘（日语：玉鬘 (源氏物語)#玉鬘の半生）。曾是女三宮（日语：女三宮）降嫁對象的後補人選之一。
- 第？皇子：帥宮。
- 第？皇子：蜻蛉式部卿宮。出現在蜻蛉一卷中。
- 第一皇女：女一宮。一品宮。生母弘徽殿女御。
- 第三皇女：女三宮。齋院。生母弘徽殿女御。

## 兄弟姐妹
- 前東宮。桐壺帝的同母兄弟。妻子是六條御息所
- 桃園式部卿宮…槿齋院（日语：朝顔 (源氏物語)#朝顔の姫君）之父。
- 大宮（日语：大宮 (源氏物語)）…女三宮。桐壺帝的同母姐妹。
- 女五宮…與槿齋院住在一起。